# Orden de la República de Serbia
La Orden de la República de Serbia es la máxima condecoración de este país de los Balcanes.
Fue establecida el 26 de octubre de 2009 por la Ley de Condecoraciones de la República de Serbia. Su diseñador es el escultor Mitar Petković, jefe de estudios artísticos en el Instituto de Fabricación de Billetes y Monedas Topčider. La Orden de la República de Serbia es una distinción por relaciones internacionales, siendo la fórmula de justificación de la imposición en los siguientes términos: «por los méritos excepcionales en el desarrollo y fortalecimiento de las relaciones de amistad y cooperación entre la República de Serbia y [nombre del otro país]».
La orden tiene dos grados: Collar —el primero— y Banda —el segundo—. El Collar se compone de 19 piezas con cruces, hojas de acanto y águilas llegando a una pieza central con el escudo de Serbia de la cual pende una cruz de malta con los colores nacionales. La Banda es celeste y de ella pende la cruz de malta con los colores nacionales. Collar y Banda van acompañados de una estrella que lleva también la cruz de malta con los colores nacionales. La orden está hecha de plata con parte chapada de oro y pesa unos 800 gramos.
Miembros de la Orden de la República de Serbia:
- Ivan Gašparovič, presidente eslovaco, Banda;[4]
- Dimitris Christofias, presidente chipriota, Banda;[5]
- Mariano Rajoy, jefe de gobierno español, Banda;[6]
- Karolos Papoulias, presidente griego, Banda;[6]
- Traian Basescu, presidente rumano, Banda;[6]
- Vladímir Putin, presidente ruso, Collar;[7]
- Serzh Sargsián, presidente armenio, Banda;[7]
- İlham Əliyev, presidente azerí, Banda;[7]
- Aleksandr Lukashenko, presidente bielorruso, Banda;[7]
- Mijeíl Saakashvili, presidente georgiano, Banda;[7]
- Nursultán Nazarbáyev, presidente kazajo, Banda;[7]
- Almazbek Atambáyev, presidente kirguís, Banda;[7]
- Nicolae Timofti, presidente moldavo, Banda;[7]
- Emomali Rahmon, presidente tayiko, Banda;[7]
- Gurbanguly Berdimuhamedow, presidente turcomano, Banda;[7]
- Víktor Yanukóvich, presidente ucraniano, Banda;[7]
- Islam Karimov, presidente uzbeko, Banda;[7]
- Hugo Chávez, póstumo, difunto presidente venezolano, Banda;[8]
- Fidel Castro, expresidente cubano, Banda;[9]
- Abdelaziz Buteflika, presidente argelino, Banda;[10]
- Xi Jinping, presidente chino, Collar.[11]
- Marcelo Rebelo de Sousa, presidente portugués, Banda.[12]
- El príncipe Alberto II de Mónaco, 2020, Gran Cruz.[13]